# Silnice D424
Silnice D424 (chorvatsky Državna cesta D424) je silnice v Chorvatsku. Je dlouhá 17,6 km. Celá silnice je vedená ve dvou jízdních profilech a v celé své délce kategorizována jako rychlostní silnice. Jejím hlavním účelem je rychlé spojení mezi dálnicí A1 a městem Zadar, popř. jinými blízkými vesnicemi (např. opčinou Zemunik Donji), nebo také s jinými letovisky v Zadarské riviéře, jako např. Bibinje nebo Sukošan.